# Mystus rufescens
Mystus rufescens es una especie de peces de la familia Bagridae en el orden de los Siluriformes.

## Morfología
• Los machos pueden llegar alcanzar los 14,6 cm de longitud total.

## Distribución geográfica
Se encuentran en las cuencas del río Irrawaddy y Salween en Birmania.